# الکساندر آراندلوویچ
الکساندر آراندلوویچ (انگلیسی: Aleksandar Aranđelović؛ ۱۸ دسامبر ۱۹۲۰ – ۸ سپتامبر ۱۹۹۹) بازیکن فوتبال و مربی فوتبال اهل یوگسلاوی بود که در پست مهاجم بازی ‌می‌کرد.